# Cicutaire
Cicuta
Genre
Espèces de rang inférieur
- Cicuta virosa

Classification phylogénétique
Les Cicutaires, Cicuta en Latin, est un genre de plantes à fleurs de la famille des Apiaceae (autrefois ombellifères). Ce sont des plantes herbacées originaires des régions tempérées de l'Hémisphère nord, principalement en Amérique du Nord et en Europe.
Le genre ne compte, en Europe, qu'une seule espèce : Cicuta virosa, la ciguë aquatique. C'est une plante très vénéneuse, fleurissant de juillet à septembre, à laquelle les animaux touchent rarement (les chèvres et les porcs avaient cependant la réputation de pouvoir la manger sans en être incommodés).

## Habitats
Cette espèce croît sur le berges de mares et ruisseaux.

## Aires de répartition
À la fin du XIXe siècle, on la considérait comme « assez rare en France, et plus commune en Allemagne ».

## Usages pharmacologiques?
En 1872, Rodet et Baillet estimaient qu'« elle pourrait être employée en médecine au même titre que la grande Ciguë ».

## Liste d'espèces
Selon GBIF (6 juin 2022) :
- Cicuta ampla Greene
- Cicuta bulbifera L.
- Cicuta crassifolia Nutt.
- Cicuta douglasii (DC.) J.M. Coult. & Rose
- Cicuta maculata L., 1753
- Cicuta major Mill., 1754
- Cicuta virosa L. - la ciguë aquatique ou ciguë vireuse